# Hamar
Hamar este o comună din provincia Innlandet, Norvegia.